# Iris tigridia
Iris tigridia är en irisväxtart som beskrevs av Aleksandr Andrejevitj Bunge och Carl Friedrich von Ledebour. Iris tigridia ingår i släktet irisar, och familjen irisväxter.

## Underarter
Arten delas in i följande underarter:
- I. t. fortis
- I. t. tigridia